# Bajardo
Bajardo là một đô thị ở tỉnh Imperia trong vùng Liguria, tọa lạc khoảng 110 km về phía tây nam của Genova và khoảng 25 km về phía tây của Imperia. Tại thời điểm ngày 31 tháng 12 năm 2004, đô thị này có dân số 281 người và diện tích là 24,6 km².
Bajardo giáp các đô thị sau: Apricale, Badalucco, Castelvittorio, Ceriana, Molini di Triora, Perinaldo, và Sanremo.